# Mikhaïl Andreïevitch Miloradovitch
Mikhaïl Andreïevitch Miloradovitch (en russe : Михаил Андреевич Милорадович) (12 octobre 1771 - 26 décembre 1825) était un général russe pendant les guerres napoléoniennes. Il a également été gouverneur militaire de Saint-Pétersbourg du 31 août 1818 au 15 décembre 1825.

## Biographie
D'origine Serbe, la famille Miloradović-Rabrenović était une famille noble serbe d'Herzégovine et faisait partie de la famille royale russe.
Miloradovich sert sous les ordres d'Alexandre Souvorov dans les guerres contre la Turquie et la Pologne, et dans la campagne d'Italie et de Suisse en 1799, où il se distingue comme commandant. En 1805, après avoir atteint le grade de lieutenant-général, il sert sous les ordres de Mikhail Koutouzov dans la campagne d'Autriche, participant aux actions d'Enns et de Krems et à la bataille d'Austerlitz du 2 décembre, pendant laquelle sa colonne tient les hauteurs de Pratzen.
Pendant la guerre russo-turque, il se distingue encore plusieurs fois, et une épée décorée de diamant, portant l'inscription « Pour le courage et le salut de Bucarest » (1806), lui est attribuée. Il défait des Turcs à Obileşti (Roumanie actuelle, 1807). Pour la bataille de la forteresse de Rassevat (Bulgarie, 1809) il est fait général d'infanterie en 1810.
Pendant la campagne de Russie de Napoléon, Miloradovitch est sur le devant de la scène, et il est de ceux qui ont le plus de succès. À la bataille de Borodino, il mène l'armée de réserve et, plus tard, commande l'arrière-garde qui retarde l'occupation de Moscou. Après que Napoléon a commencé sa retraite, Miloradovitch défait les Français à la bataille de Viazma. Son corps d'armée est ensuite l'un des plus actifs dans la poursuite de la Grande Armée de Napoléon.
En 1813, il mène l'arrière-garde des alliés à la Bataille de Bautzen. À la Bataille de Kulm, il commande les corps russes et prussiens, qu'il mène également à la bataille de Leipzig. En 1814, Miloradovitch commande le contingent allié dans les Pays-Bas.
À partir de 1818, il est gouverneur militaire de Saint-Pétersbourg. Le 14 décembre 1825, il tente d'apaiser les dirigeants décembristes au sénat. Populaire au sein de l'armée, il est sur le point de réussir à exhorter les principaux dirigeants quand Evgeni Obolenski le blesse d'un coup de baïonnette. Il fut ensuite tué par Piotr Kakhovski, un des rebelles les plus radicaux.
Surnommé par Souvorov le voltigeur par excellence, Miloradovitch mérita l'estime de Murat qu'il combattit si souvent. Ils échangèrent leurs manteaux en 1812, en gage d'estime.

## Sources
- (en) Cet article est partiellement ou en totalité issu de l’article de Wikipédia en anglais intitulé « Mikhail Miloradovich » (voir la liste des auteurs).
- (en) « Mikhaïl Andreïevitch Miloradovitch », dans Encyclopædia Britannica [détail de l’édition], 1911 (lire sur Wikisource).